# Batesville (Missisipi)

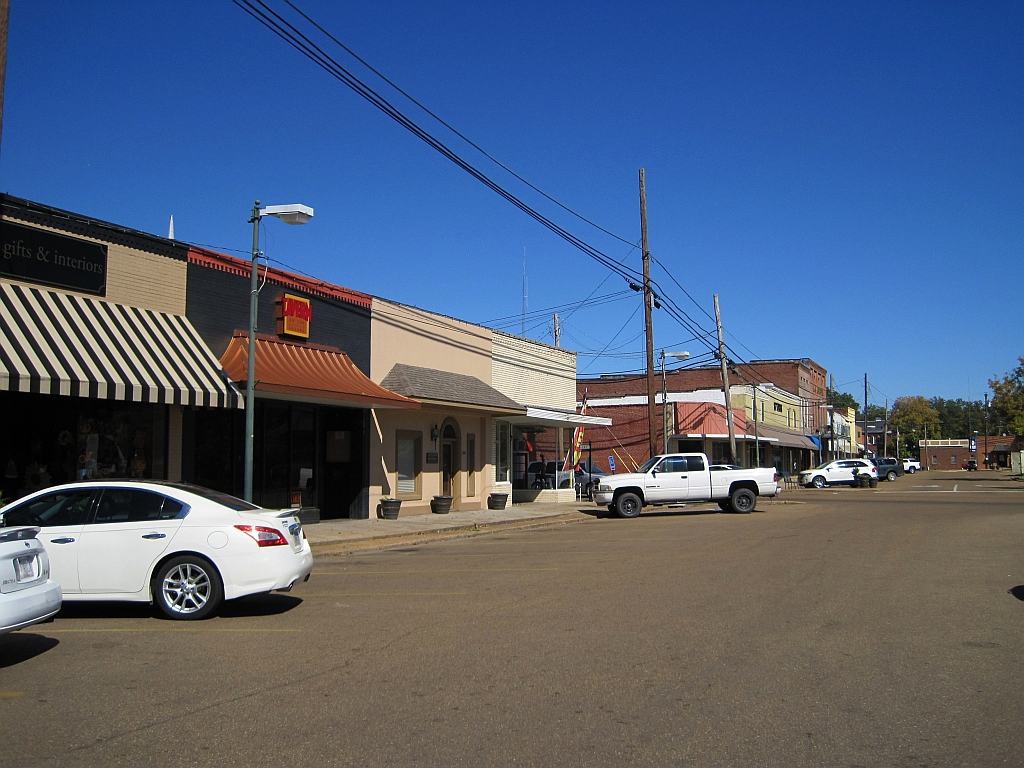
Batesville

Batesville – miasto w Stanach Zjednoczonych, w stanie Missisipi, siedziba administracyjna hrabstwa Panola.